# Kleine Oudemanspolder
De Kleine Oudemanspolder is een polder ten zuiden van Waterlandkerkje, behorende tot de Eiland- en Brandkreekpolders.
De polder is het deel van de in 1526 bedijkte Oudemanspolder dat ten westen van de in 1622 ontstane Brandkreek was gelegen. Het betreft een polder van 117 ha.
De polder wordt begrensd door de Krakeeldijk, de Oudemansdijk, de Krommeslag en Goedleven.